# Feministische Partei (Finnland)
Die Feministische Partei (finnisch Feministinen puolue, abgekürzt FP; schwedisch Feministiska partiet) ist eine finnische feministische Partei. Sie wurde im Juni 2016 gegründet und im Januar 2017 als politische Partei registriert. Die Partei hat drei Vorsitzende: Katju Aro, Warda Ahmed und Katriina Rosavaara. Sie tritt vor allem für Gleichstellung und Menschenrechte ein.

## Wahlergebnisse
Die Partei hatte bei den Kommunalwahlen 2017 40 Kandidaten in neun Gemeinden. Katju Aro, eine der Vorsitzenden der Partei, wurde in den Stadtrat von Helsinki gewählt.
| Jahr | Ratsmitglieder | Stimmen | Stimmen |
| ---- | -------------- | ------- | ------- |
| 2017 | 1              | 6.856   | 0,3 %   |